# Zusammenbruch der Bronzezeit

Östlicher Mittelmeerraum und vorderer Orient im 13. Jahrhundert v. Chr.

Der Zusammenbruch der Bronzezeit, genauer die Auflösung oder mindestens die ausgeprägten Veränderungen ihrer sozio-ökonomischen und gesellschaftlichen Integrität, war eine Übergangszeit der Kulturen im Nahen Osten, in Anatolien, in der Ägäis, in Nordafrika, im Kaukasus, auf dem Balkan und im östlichen Mittelmeerraum, die sich von der Spätbronzezeit bis zur frühen Eisenzeit erstreckte. Es war ein Übergang, der die kollektive Resilienz der einzelnen Kulturen stark herausforderte, und Historiker vermuten, dass er gewalttätig, unvorhergesehen und kulturell zerstörerisch war und für einige Zivilisationen einen gesellschaftlichen Zusammenbruch mit sich brachte.
Die Palastwirtschaftssysteme der Ägäis und Zentralanatoliens, die die Spätbronzezeit kennzeichneten, lösten sich nach Zerstörung oder Aufgabe der wichtigsten Zentren auf. Für weite Teile Kleinasiens sowie nach traditioneller Definition auch für Griechenland kennzeichnet dies den Beginn der Dunklen Jahrhunderte. Auswirkungen dieser Prozesse im östlichen Mittelmeerraum blieben nicht ohne Folgen für Handelsnetze (Transportkette, resiliente Lieferketten) für den mitteleuropäischen Raum, vgl. bspw. das archäologisch bislang beispiellose Schlachtfeld im Tollensetal oder die Bronzezeitliche Befestigung bei Bernstorf.

## Zeitlicher Rahmen
In den Jahrzehnten zwischen ca. 1230 und ca. 1150 v. Chr. kam es zur Zerstörung bedeutender mykenischer Zentren und zum Zusammenbruch der zentral gelenkten Palastwirtschaft in Griechenland. Auch das hethitische Großreich in Anatolien brach um 1190/80 v. Chr. zusammen. Wichtige Handelsstädte in der Levante wurden im frühen 12. Jahrhundert v. Chr. zerstört. Feindliche Angriffe schwächten das Neue Ägyptische Reich nach dem Tod Ramses II. (siehe u. a. Libyerkrieg). Ebenso wurde das Assyrerreich ab ca. 1200 v. Chr. schwächer. Dieser politisch-administrative Zusammenbruch bedeutete auch einen wirtschaftlichen Zusammenbruch. Die gleichzeitige kulturelle Katastrophe äußerte sich etwa im Verlust der Literalität in Griechenland und Zentralanatolien.
In dieser Periode wurden viele Palastzentren und andere bedeutende Städte zwischen Pylos und Tell Kazel gewaltsam zerstört und viele verlassen, einschließlich Ḫattuša, Pylos und Ugarit. Teilweise wurde in der Literatur zum Zusammenbruch der Bronzezeit angenommen, dass innerhalb weniger Jahrzehnte an der Wende vom 13. zum 12. Jahrhunderts v. Chr. fast jede bedeutende Stadt im östlichen Mittelmeerraum zerstört worden sei. Viele Städte seien nicht wieder aufgebaut worden. Die aktuelle Forschung zeichnet ein etwas differenzierteres Bild.
Nur wenige Staaten überstanden den Zusammenbruch der Bronzezeit mehr oder weniger unbeschadet. Zu diesen Staaten gehörten insbesondere Assyrien, das – wenn auch stark geschwächte – ägyptische Neue Reich, Elam sowie Regionen in Griechenland, v. a. in der sogenannten „mykenischen Peripherie“. Gegen Ende des 12. Jahrhunderts v. Chr. wurde auch Elam deutlicher schwächer, v. a. nach seiner militärischen Niederlage gegen Nabû-kudurrī-uṣur (Nebukadnezar I.), der das Babylonische Reich kurz wiederbelebte, bevor er eine Reihe von Niederlagen durch die Assyrer erlitt. Nach dem Tod von Aššur-bel-kala im Jahr 1056 v. Chr. erlebte Assyrien im darauffolgenden Jahrhundert einen Niedergang, und das Reich schrumpfte erheblich. Bis 1020 v. Chr. scheint Assyrien nur die Gebiete in seiner unmittelbaren Umgebung kontrolliert zu haben. Das gut verteidigte Kernland war während des Zusammenbruchs nicht bedroht. Zur Zeit Wenamuns hatte Phönizien die Unabhängigkeit von Ägypten (Neues Reich) wiedererlangt.
Betroffenen waren vor allem die Kulturen der Mykener, Hethiter, Assyrer, der syrisch-kanaanitischen Kleinstaaten, Zyprer und Ägypter, die vor dem Zusammenbruch auf vielfältige Weise in Handels- und Warenströmen bzw. -austausch miteinander interagierten.

## Ökonomie und militärische Technologie in der Spätbronzezeit
Die Bronzezeit war die Epoche der Gründung der ersten Städte und Staatsbildung sowie der Entstehung größerer Reiche unter einer zentralen Herrschaft, oft von Dynastien. Die landwirtschaftliche Produktion diente nun nicht mehr nur dem Eigenbedarf (Mehrprodukt), sondern stand auch mit ihren Produkten für die Ernährung jener Menschen zur Verfügung, die in handwerklichen Tätigkeiten beschäftigt waren oder für die Metallgewinnung und -verarbeitung sowie im Warentransfer tätig wurden oder aber diese gesellschaftlichen Bereiche militärisch schützten. Die sich ausdifferenzierenden, führenden Eliten führten zu von diesen abhängigen Gemeinschaften. Die Herrscher sicherten die eigenen Machtansprüche auch durch militärische Gewalt. In der späten Bronzezeit wurde neben der Administration in den Reichen und Herrschaftsgebieten, der Politik, den Handelsbeziehungen und den Religionen auch die organisierte Kriegsführung zu dem fundamentalen Faktor, der viele damalige Gesellschaften prägte. Unter dem Einsatz von Waffengewalt trugen die Truppen eines Herrschaftsgebietes organisierte Konflikte aus, mit dem Ziel, die (konkurrierenden) Interessen eines der beteiligten Kollektive durchzusetzen.

Metallproduzierende Regionen im östlichen Mittelmeer und Mesopotamien. Obwohl es in den meisten Regionen an eigenen Metallvorkommen mangelte, gelang es den Bewohnern, durch Handel diese Rohstoffversorgung zu kontrollierten. (Bezeichnungen in englischer Sprache.)

Nach Mull (2017) wurde die Entdeckung der Kupfer-Zinn-Legierungen – sie löste die zunächst gebräuchliche Arsenbronze und andere Kupferlegierungen ab – zu einem entscheidenden Schritt der kulturellen Weiterentwicklung. Durch die wachsende Nachfrage stand in der frühen Bronzezeit vor allem im östlichen Mittelmeerraum für die Beschaffung der erforderlichen Rohstoffe, deren Verarbeitung und der Verteilung bzw. Verwendung der hergestellten Gegenstände im Austausch mit anderen Gütern der Aufbau von logistischen und organisatorischen Handelsketten im Vordergrund. Hieraus entwickelten sich Wirtschaftszentren, deren wichtige Funktion es war, Handelsströme zu organisieren. Als Ergebnis kam es zur Akkumulation transportablen Reichtums, was Voraussetzung für die Entstehung einer Oberschicht war.
Für die Forschungsgruppe um Stephan Buckley et al. (2022) gibt es biologisch-chemische Belege dafür, das im Zahnstein einiger freigelegter Schädelskelette, im bronzezeitlichen Ostmittelmeerraum (Tiryns, Chania (Kreta)), u. a. Rußpartikel aus verbrannter Braunkohle nachweisbar wurden. Sie schließen daraus, dass in der späten Bronzezeit Braunkohle als Brennmaterial für die Keramikproduktion in Tiryns, Chania und Umgebung eingesetzt wurde.
In der Waffentechnologie waren in der späten Bronzezeit neben dem Streitwagen, Kompositbogen und der Streitaxt zum Schutz noch Helme, Schilde und Körperrüstungen (siehe Dendra-Rüstung) vorhanden. Bronzene Schuppenpanzer trugen wahrscheinlich nur Eliteeinheiten wie die Streitwagenabteilungen.
Nach neueren Forschungen der Archäologen Jung und Mehofer standen Gruppen in der Ägäis auch mit der appeninischen Kultur Italiens in engem Kontakt. Darauf weisen Ergebnisse archäometallurgischer Untersuchungen an spätbronzezeitlichen Schwertern und Fibeln in spätmykenischen Fundkontexten hin. Die charakteristischen Hiebschwerter vom Typ Naue II wurden demnach in Italien hergestellt und verbreiteten sich von dort über die Ägäis in den östlichen Mittelmeerraum.
Mehofer und Jung (2013) sehen in ihren Untersuchungen eine Allianz zwischen italischen Ethnien und zerfallenden mykenischen Staaten. Um 1200 v. Chr. kollabierte die mykenische Palastkultur. Die nachfolgenden mykenischen Staaten orientierten sich u. a. an italischen Ethnien, die eine fortschrittliche Kriegstechnologie entwickelt hatten. Mehofers und Jungs Neubewertung der spätbronzezeitlichen Funde aus Griechenland, Zypern, der Levante und Ägypten zeigt, dass etwa die Waffen nicht aus den jeweiligen Regionen stammen, sondern der Urnenfelderkultur Mitteleuropas (etwa 1300–800 v. Chr.) zuzurechnen sind. So zeige sich seit dem 13. Jahrhundert v. Chr. ein nachweisbarer Funktionswandel von den reinen Stich- zu den Hiebschwertern. So waren die in Mitteleuropa und Italien produzierten Griffzungenschwerter des Typs Naue II effektivere Waffen. Im östlichen Mittelmeer wurde bis ins 13. Jahrhundert v. Chr. hauptsächlich mit Stichschwertern gekämpft, die funktionell dem neuzeitlichen Rapier oder Degen ähnelten. Die Kriegswerkzeuge des Typs Naue II hingegen konnten sowohl als Hieb- als auch als Stichwaffen verwendet werden.
Nach Tainter (1988) erhöhen Gesellschaften ihre (etwa administrative und ökonomische) Komplexität, um neuen Anforderungen innerhalb einer Gesellschaft genüge tun zu können. Die Erhöhung der Komplexität vergrößert prinzipiell aber auch die Kosten ihrer Erhaltung. Innerhalb der bestehenden Bedingungen kann eine Gesellschaft dies bewerkstelligen, weil mit den verbesserten Methoden, Verfahren oder Handelsbeziehungen auch die Effizienz gesteigert werden kann. Darüber hinaus setzt die Suche nach Problemlösungen vielfach Ressourcen frei.
Bei einem raschen Kollaps treffen eine Reihe gesellschaftlicher Probleme, etwa Nahrungsknappheit, Pandemien, Kriege, Umweltkatastrophen in einem engen Zeitfenster eine komplexe Gesellschaft, die gesamtgesellschaftliche Resilienz ist aber zu erschöpft, um eine Lösung zu finden, zumal sämtlichen Bereiche voneinander abhängig sind und diese Verzahnung dann zum Kollaps führt.

## Klimatische Hypothese
Archäobotanische Pollenanalysen aus Bohrkernen des Toten Meeres deuten ebenso auf einen Einfluss klimatischer Veränderungen am Ende der späten Bronzezeit hin, wie die von Kaniewski durchgeführten Untersuchungen an Bohrkernen aus einem zypriotischen Salzsee (Salzsee von Larnaka) So konnte eine beginnende Trockenphase – sie wird durch weitere Forschungsergebnisse bestätigt – die das östliche Mittelmeer betraf und die an der archäologischen Grenze von späterer Bronzezeit zu früher Eisenzeit zu verorten ist, anhand der sich ändernden Vegetationsgemeinschaften vor 3200 Jahren festgestellt werden. Dabei wird die Großraumregion des „östlichen Mittelmeeres“ aus Küstengebieten und Landmassen von fünf Meeren geformt: dem östlichen Mittelmeer, dem Kaspischen Meer, dem Schwarzen Meer, dem Roten Meer und dem persischen Golf.
Die Klimaveränderung hin zu einer Trockenphase verursachte, so die Hypothese, in der Folge einen allgemeinen Zustand des Mangels durch Ernteausfälle. Die klimabedingte Nahrungsmittelknappheit führte zu einem Aufbrauchen der Resilienzfaktoren mit Hungersnöten und Flüchtlingsströmen. Hierdurch beschleunigten sich die sozioökonomischen Krisen und es kam zu erzwungenen regionalen Migrationsbewegungen („Seevölker“), am Ende der Spätbronzezeit, im östlichen Mittelmeerraum und in Südwestasien.
Über die Ursachen sind etliche Hypothesen in Betracht gezogen worden, sie reichen von monokausalen bis hin zu synergistischen Wechselwirkungen, so zum Beispiel die Eruption des Vulkans Hekla, Erdbeben entlang der Plattengrenzen oder veränderte Sonnenaktivitäten.

## Auswirkungen
Robert Drews beschreibt den Zusammenbruch als „die schlimmste Katastrophe in der alten Geschichte, die noch katastrophaler ist als der Zusammenbruch des Weströmischen Reiches“. Kulturelle Erinnerungen an die Katastrophe erzählten von einem „verlorenen goldenen Zeitalter“: Hesiod sprach zum Beispiel von den Zeitaltern von Gold, Silber und Bronze, die von dem modernen, grausamen Zeitalter des Eisens getrennt waren.
Eine Reihe monokausaler Erklärungen für den Zusammenbruch wurde vorgeschlagen, ohne dass ein Konsens erzielt werden konnte. Wahrscheinlich spielten multikausale Faktoren eine Rolle, darunter Klimaveränderungen (wie Dürre, eventuell durch Vulkanausbrüche verursacht), Invasionen von Gruppen wie den sogenannten „Seevölkern“, innenpolitische Krisen/Machtkämpfe bei Großmächten, Metallknappheit, Weiterentwicklungen bzgl. militärischer Waffen und Taktiken und soziale und wirtschaftliche Krisen, die womöglich zu Aufständen führten.
Auch bei der sogenannten „Landnahme der Israeliten“ spielen die Aus- und Nachwirkungen in der Spätbronzezeit eine Rolle. So bestand, nach Oswald und Tilly (2016), die Region der südlichen Levante in der Spätbronzezeit aus einer Reihe von kleinen Stadtstaaten, auch „Kanaanäisches Stadtstaatensystem“ genannt. Dieses System aus Stadtstaaten war vor allem in der Küstenebene und im angrenzenden Hügelland entwickelt. Hingegen war das ephraimitische und Judäische Bergland in dieser Epoche nur dünn besiedelt.
Dieses änderte sich ab dem 11. Jahrhundert v. Chr., dem Übergang aus der Spätbronzezeit (1550–1150 v. Chr.) in die Eisenzeit I (1150–900 v. Chr.), die durch den Niedergang des „kanaanäischen Stadtstaatensystems“ geprägt war. So findet sich ab dem 11. Jahrhundert eine starke Zunahme von kleinen und kleinsten dorfähnlichen Siedlungen, die sich vornehmlich im galiläischen und ephraimitischen Bergland finden, später dann auch im südlicher gelegenen judäischen Bergland.

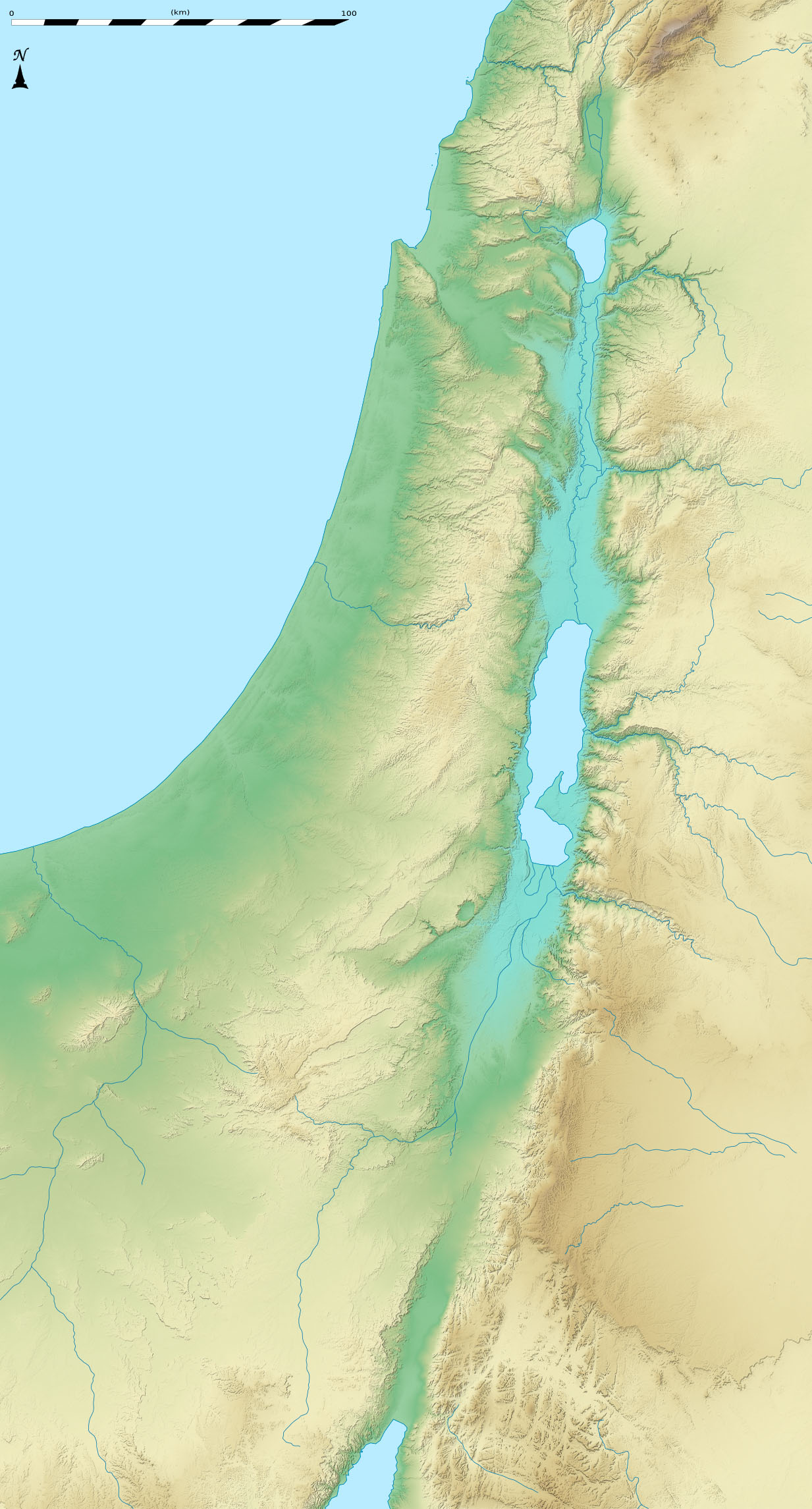
Topografie des Kanaanäischen Raumes mit dem geomorphologisch tieferliegenden Küstenbereich (grün) und den Höhenlagen (ockerfarben)